# 李仲卿
李仲卿（1903年—1980年），湖南省澧县人。中华人民共和国政治人物。

## 生平
1903年出生于湖南澧县一个农民家庭。1927年，参加地下工作。1930年，加入中国共产党。1931年，参加中国工农红军。先后参加长征，历任红军班长、党支部书记，师政治部组织部干事、特派员，旅卫生部政治委员、军后勤部副政委。中华人民共和国成立后，任郑州铁路局西安分局党委书记、监察委员会书记等职。1980年逝世。